# 캄보자어
캄보자어(Kambojan)는 오늘날 아프가니스탄, 타지키스탄, 우즈베키스탄에 살았던 부족인 캄보자가 사용했던 인도이란어파 언어이다. 단 두 단어만이 알려져 있으며, 현재 캄보자어는 분류되지 않은 이란어이다.
야스카의 책 니룩타에서 그는 동작의 동사인 "샤바티"라는 단어가 캄보자에 의해서만 사용된다고 언급한다. 같은 단어가 문법학자 파탄잘리에 의해서 그의 글 마하바샤에서 다시 한번 반복된다. 그러나 파탄잘리는 또한 "자브"라는 단어가 캄보자에 의해서도 사용되었다고 언급한다. 제라르 후스만은 다쉬테나와르의 비문에 있는 알려지지 않은 언어가 아마도 캄보자스에 의해서 사용되었을 것이라고 추측한다. 프랑스 언어학자 에밀 벤베니스는 아소카 칸다하르 비문이 두 개의 인도아리아어로 쓰인 것이 아니며, 아람어-이란어가 캄보자에 의해서 사용되었을 수도 있다고 믿는다. 이란학자 메리 보이스와 프란츠 그레넷도 "아람어 판본이 만들어졌다는 사실은 캄보자가 자치권을 누렸다는 것을 나타내며, 그들이 이란의 정체성을 보존했을 뿐만 아니라 그들 자신의 공동체 구성원들에 의해서 어느 정도 지배를 받았고, 그들은 왕의 말을 그들에게 전하고 돌에 이를 새겨야 할 책임이 부여되었다"라고 말하며 이 생각을 지지한다.
에른스트 쿤 박사는 캄보자가 인도아리아어와 이란어를 사용했다고 믿었다. G. A. 그리어슨 박사는 캄보자가 이란 외래어와 함께 인도아리아어를 사용하거나 인도아리아어와 이란어의 일부인 언어를 사용한다고 믿었다. 그러나 그는 캄보자가 인도아리아어 대신 이란어를 사용한다고 믿으면서 그의 대답을 수정했다.

## 같이 보기
- 캄보즈
- 캄보자
- 크메르어